# 三戸舜介
三戸 舜介（みと しゅんすけ、2002年9月28日 - ）は、山口県宇部市出身のプロサッカー選手。 エールディヴィジ・スパルタ・ロッテルダム所属。ポジションはミッドフィールダー（MF）。日本代表。JFAアカデミー福島10期生。

## 来歴

### クラブ
山口県出身。中学校進学と同時にJFAアカデミー福島へ加入した。2020年9月に翌年からのアルビレックス新潟への加入が内定し、同時にJFA・Jリーグ特別指定選手に登録され2020年中から新潟の練習に参加した。
2021年2月27日、J2開幕戦のギラヴァンツ北九州戦でプロデビュー。3月27日、第5節の東京ヴェルディ戦でプロ初ゴールを決めた。この年は25試合2ゴールの成績を残した。翌2022年は24試合6ゴールを挙げ、チームのJ1昇格に貢献した。
2023年5月14日に行われたJ1第13節の横浜F・マリノス戦でJ1初ゴールを決めた。チームの攻撃の要として31試合4得点を記録し、クラブ初のベストヤングプレーヤー賞を受賞した。
2023年12月22日、 エールディヴィジのスパルタ・ロッテルダムへ完全移籍することが発表された。 契約期間は2028年6月末までの約4年半。

### 代表
2017年から各年代別のサッカー日本代表に選出され、2018年のAFC U-16選手権では、準決勝のオーストラリア代表戦で得点を決め、同大会の優勝に貢献した。2019年にはFIFA U-17ワールドカップに出場するU-17日本代表にも選出され、チームはベスト16まで進出した。

## 所属クラブ
- 2011年 - 2014年 原サッカースポーツ少年団（宇部市立原小学校）
- 2015年 - 2017年 JFAアカデミー福島U-15（御殿場市立富士岡中学校）
- 2018年 - 2020年 JFAアカデミー福島U-18（福島県立ふたば未来学園高校）
  - 2020年9月 - 同年12月 アルビレックス新潟（特別指定選手）
- 2021年 - 2023年 アルビレックス新潟
- 2024年 -   スパルタ・ロッテルダム

## 個人成績
| 国内大会個人成績 | 国内大会個人成績       | 国内大会個人成績 | 国内大会個人成績 | 国内大会個人成績 | 国内大会個人成績 | 国内大会個人成績 | 国内大会個人成績 | 国内大会個人成績 | 国内大会個人成績 | 国内大会個人成績 | 国内大会個人成績 |
| 年度             | クラブ                 | 背番号           | リーグ           | リーグ戦         | リーグ戦         | リーグ杯         | リーグ杯         | オープン杯       | オープン杯       | 期間通算         | 期間通算         |
| 年度             | クラブ                 | 背番号           | リーグ           | 出場             | 得点             | 出場             | 得点             | 出場             | 得点             | 出場             | 得点             |
| 日本             | 日本                   | 日本             | 日本             | リーグ戦         | リーグ戦         | リーグ杯         | リーグ杯         | 天皇杯           | 天皇杯           | 期間通算         | 期間通算         |
| ---------------- | ---------------------- | ---------------- | ---------------- | ---------------- | ---------------- | ---------------- | ---------------- | ---------------- | ---------------- | ---------------- | ---------------- |
| 2021             | 新潟                   | 37               | J2               | 25               | 2                | -                | -                | 2                | 0                | 27               | 2                |
| 2022             | 新潟                   | 14               | J2               | 24               | 6                | -                | -                | 0                | 0                | 24               | 6                |
| 2023             | 新潟                   | 14               | J1               | 31               | 4                | 1                | 0                | 3                | 0                | 35               | 4                |
| オランダ         | オランダ               | オランダ         | オランダ         | リーグ戦         | リーグ戦         | リーグ杯         | リーグ杯         | KNVBカップ       | KNVBカップ       | 期間通算         | 期間通算         |
| 2023-24          | スパルタ・ロッテルダム | 7                | エールディヴィジ | 18               | 2                | -                | -                | 0                | 0                | 18               | 2                |
| 2024-25          | スパルタ・ロッテルダム | 7                | エールディヴィジ | 30               | 5                | -                | -                | 2                | 0                | 32               | 5                |
| 通算             | 日本                   | 日本             | J1               | 31               | 4                | 1                | 0                | 3                | 0                | 35               | 4                |
| 通算             | 日本                   | 日本             | J2               | 49               | 8                | -                | -                | 2                | 0                | 51               | 8                |
| 通算             | オランダ               | オランダ         | エールディヴィジ | 48               | 7                | -                | -                | 2                | 0                | 50               | 7                |
| 総通算           | 総通算                 | 総通算           | 総通算           | 128              | 19               | 1                | 0                | 7                | 0                | 136              | 19               |

- 2020年は特別指定選手として出場は無し

その他の公式戦
- 2024年
  - エールディヴィジ・プレーオフ 1試合0得点

出場歴
- Jリーグ初出場 - 2021年2月27日 J2第1節・ギラヴァンツ北九州戦（ミクニワールドスタジアム北九州）
- Jリーグ初得点 - 2021年3月27日 J2第5節・東京ヴェルディ戦（デンカビッグスワンスタジアム）
- J1リーグ初得点 - 2023年5月14日 J1第13節・横浜F・マリノス戦（デンカビッグスワンスタジアム）

## 代表・選抜歴
- U-15日本代表
- U-16日本代表
  - AFC U-16選手権2018
- U-17日本代表
  - 2019 FIFA U-17ワールドカップ
- U-18日本代表
- U-21日本代表
  - AFC U23アジアカップウズベキスタン2022
- U-22日本代表
  - 欧州遠征（2023年）
  - AFC U-23アジアカップ予選
- U-23日本代表
  - パリオリンピック2024（2024年）
- 日本代表
  - 2026 FIFAワールドカップ・アジア3次予選（2025年）

### 試合数
- 国際Aマッチ 1試合 0得点（2025年 - ）

| 日本代表 | 国際Aマッチ | 国際Aマッチ |
| 年       | 出場        | 得点        |
| -------- | ----------- | ----------- |
| 2025     | 1           | 0           |
| 通算     | 1           | 0           |

### 出場
| No. | 開催日        | 開催都市 | スタジアム                 | 対戦国       | 結果 | 監督   | 大会                                   |
| --- | ------------- | -------- | -------------------------- | ------------ | ---- | ------ | -------------------------------------- |
| 1.  | 2025年6月10日 | 吹田     | 市立吹田サッカースタジアム | インドネシア | ○6-0 | 森保一 | 2026 FIFAワールドカップ・アジア3次予選 |

## タイトル

### クラブ
- アルビレックス新潟
  - J2リーグ：1回（2022）

### 個人
- J1リーグ
  - 月間ベストゴール（2023年4月・9月）
  - ベストヤングプレーヤー賞：1回（2023）